# Chaplynka (huyện)
Huyện Chaplynka (tiếng Ukraina: Чаплинський район, chuyển tự: Chaplynkas’kyi raion) là một huyện của tỉnh Kherson thuộc Ukraina. Huyện Chaplynka có diện tích 1722 km², dân số theo điều tra dân số ngày 5 tháng 12 năm 2001 là 40194 người với mật độ 23 người/km2. Trung tâm huyện nằm ở Chaplynka.